# Dicranota (Dicranota) caesia
Dicranota (Dicranota) caesia is een tweevleugelige uit de familie Pediciidae. De soort komt voor in het Palearctisch gebied.